# Niall Rudd
William John Niall Rudd (* 23. Juni 1927 in Dublin, Irischer Freistaat; † 5. Oktober 2015 in Wirral bei Liverpool) war ein britischer Klassischer Philologe irischer Herkunft.

## Leben und Werk
Niall Rudd studierte Klassische Philologie am Trinity College Dublin und unterrichtete anschließend in Kingston upon Hull und Manchester Latein. Von 1958 bis 1968 war er Associate Professor of Latin am University College Toronto. 1968 kehrte er nach England zurück und lehrte fünf Jahre lang als Professor of Latin an der University of Liverpool. 1973 wechselte er an die University of Bristol auf den Lehrstuhl für Latein, den er bis zu seinem Eintritt in den Ruhestand 1989 innehatte. Von 1976 bis 1979 war er Leiter (Head of Department) der Abteilung für Klassische Philologie und Alte Geschichte.
Im Ruhestand kehrte Rudd nach Liverpool zurück und wurde dort zum Honorary Research Fellow ernannt. Das Trinity College Dublin verlieh ihm 1998 die Ehrendoktorwürde (LittD). Rudd starb nach langer Krankheit (Alzheimer) am 5. Oktober 2015 im Hospiz St. John in Wirral.
Rudd beschäftigte sich intensiv mit der lateinischen Literatur, insbesondere der römischen Dichtung, und ihrer Rezeption in der englischen Literatur der Neuzeit. Er verfasste Monografien und Aufsätze zu den Satiren der Dichter Horaz und Juvenal, deren Werk er auch in englischer Übersetzung vorlegte. Seine Arbeiten zur Rezeptionsgeschichte erschienen in zwei Sammlungen (1994, 2005). Darüber hinaus veröffentlichte er 1994 eine autobiografische Schrift über seine Kindheit und Jugend in Irland.

## Schriften (Auswahl)
- The Satires of Horace. A Study. Cambridge 1966
- The Satires of Horace and Persius. A verse translation with an introduction and notes. Harmondsworth 1973
- T. E. Page: Schoolmaster Extraordinary. Bristol 1981
- Horace, Epistles Book II and Epistle to the Pisones (‘Ars Poetica’). Cambridge 1989
- Juvenal. The Satires. Oxford 1991
- The Classical Tradition in Operation: Chaucer/Virgil, Shakespeare/Plautus, Pope/Horace, Tennyson/Lucretius, Pound/Propertius. Toronto 1994
- Pale Green, Light Orange. A portrait of bourgeois Ireland. Dublin 1994
- mit Robin G. M. Nisbet: A Commentary on Horace, Odes, Book III. Oxford 2004
- Horace, Odes and Epodes. Cambridge (Massachusetts) / London 2004 (Loeb Classical Library)
- The Common Spring. Essays on Latin and English Poetry. Exeter 2005
- Lines of Enquiry. Studies in Latin Poetry. Cambridge 2005
- Samuel Johnson: The Latin Poems. Lewisburg 2005
- Landor’s Latin Poems. Fifty Pieces. Lewisburg 2010